# Chamberlainia calcarea
Chamberlainia calcarea là một loài Rêu trong họ Brachytheciaceae. Loài này được (Kindb.) H. Rob. mô tả khoa học đầu tiên năm 1962.